# Kantunilkin
Kantunilkin är en ort i Mexiko.   Den ligger i kommunen Lázaro Cárdenas och delstaten Quintana Roo, i den östra delen av landet, 1 200 km öster om huvudstaden Mexico City. Kantunilkin ligger 15 meter över havet och antalet invånare är 7 205.
Terrängen runt Kantunilkin är mycket platt. Runt Kantunilkin är det mycket glesbefolkat, med 4 invånare per kvadratkilometer. Kantunilkin är det största samhället i trakten. I omgivningarna runt Kantunilkin växer i huvudsak städsegrön lövskog.